# Enzo Valenti Ferro
Enzo Valenti Ferro (Buenos Aires, 15 de junio de 1911 - †13 de noviembre de 2009) fue un musicólogo, ensayista, crítico musical argentino que tuvo a su cargo la dirección de Teatro Colón.

## Trayectoria
Crítico del diario Correo de la tarde y fundador de Buenos Aires Musical, publicación especializada de larga data que existió hasta 1980. Fue director del Teatro Argentino de La Plata en 1961 y a partir de 1967-72 y desde 1977-82, donde creó la Ópera de Cámara del Teatro Colón en 1968.
Fue miembro y presidente del Fondo Nacional de las Artes de Argentina y presidente de la Asociación Wagneriana de Buenos Aires y de la Asociación Interamericana de Críticos Musicales (1973).

## Premios
En 1987 recibió el Premio Konex al periodismo en música clásica.
Fue condecorado con la Orden de las Palmas Académicas francesa.

## Publicaciones
- La crisis social y política argentina (1937)[3]
- Teatros líricos del mundo (1980)
- Los directores: Teatro Colón, 1908-1984, Ediciones de Arte Gaglianone, 1985.ISBN 9509004588
- Las voces: Teatro Colón, 1908-1982, Ediciones de Arte Gaglianone, 1986.. ISBN 9509004758
- Enzo Valenti Ferro, Aldo Sessa, Almas, ángeles y duendes del Teatro Colón.
- Breve historia de la ópera (1992)
- 100 años de música en Buenos Aires. De 1890 a nuestros días (1992)
- La ópera: pasión y encuentros (1994)
- Historia de la ópera argentina (1997)
- La ópera de cámara en Buenos Aires (2002).